# Hans Daucher
Hans Daucher (* 1486, Augsburg – 1538, Stuttgart) byl německý renesanční řezbář, sochař a medailér. Je řazen k Ulmské škole.

## Život
Hans pracoval se svým otcem Adolfem Daucherem (c.1460-c.1524), řezbářem a sochařem pocházejícím z Ulmu. Oba měli společnou dílnu v Augsburgu. Hans byl později tak zahrnut zakázkami, že kromě velké dílny v Augsburgu, kde se mimo jiné odlévaly jeho medaile i větší sochy, udržoval i lom, který mu dodával velké bloky mramoru. Na svém pracovním stole často kreslil podle živých nebo pitvaných živočichů, které pak uchovával ve sklepním skladišti naplněném ledem.
Hans Daucher byl ženatý se Susannou Spitzmacher a měl s ní tři děti. Zřejmě patřili k anabaptistům a roku 1528 bylo na ilegálním shromáždění v jejich domě zatčeno celkem 88 osob. Někteří byli následně mučeni a vyslýcháni a vůdce shromáždění byl popraven. Několik lidí bylo ocejchováno, jedné ženě byl vyříznut jazyk. Daucherova žena byla těhotná a proto ji ušetřili.

## Dílo

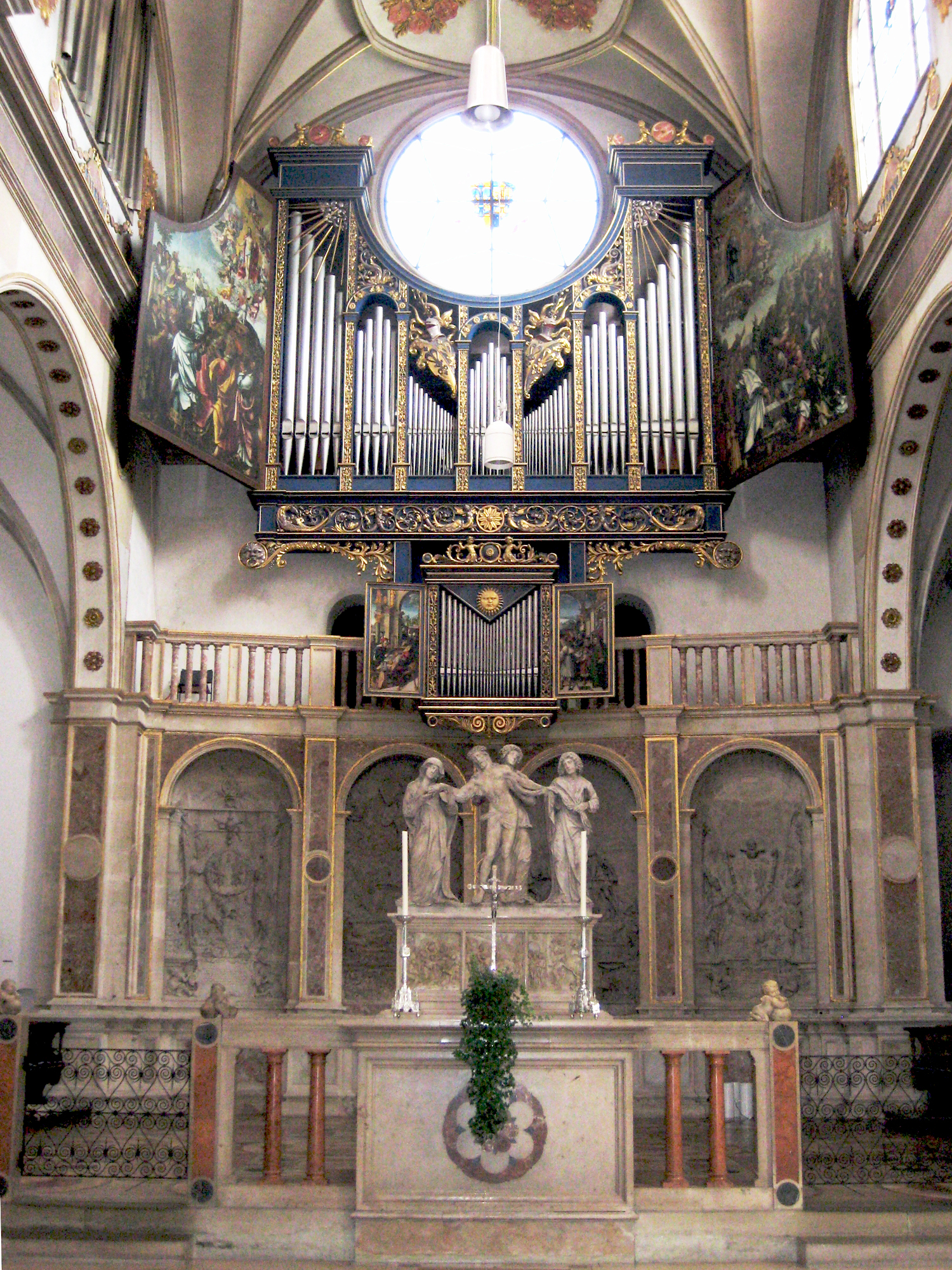
Hans Daucher, hlavní oltář v kapli Fuggerů, kostel sv. Anny, Augsburg

Hans nebo Adolf vytvořili velký oltář o váze 370 talentů pro v současnosti (2019) evangelický luteránský kostel sv. Anny v Annaberg-Buchholz v Sasku, který tam byl osazen v roce 1522 ve středu po první postní neděli. Některé kameny byly dovezeny z oblasti Krušných hor, sochy ze solnhofského vápence byly osazeny v konstrukci z deseti druhů italského mramoru. Hans zároveň pracoval samostatně v kapli Fuggerů, kde vytvořil centrální skupinu Oplakávání Krista, putti na mramorové balustrádě a predelu s reliéfy: Nesení kříže, Snímání z kříže, Kristus v předpeklí.
Kolem roku 1500 vytvořil Hans Daucher oltář s Oplakáváním Krista pro kostel Notre-Dame-de-la-Nativité ve francouzském Saverne. V letech 1515-1516 dodal pozdně gotické dekorace pro radnici v Augsburgu. Je mu přisuzována také bronzová Neptunova kašna v Augsburgu.
Daucher proslul jako autor drobných sochařských děl. Jeho kamenné reliéfy jsou tak detailní, že se kvalitou vyrovnají grafickým listům Albrechta Dürera nebo Hanse Burgkmaira.

### Známá díla
- Zvěstování P. Marii (kamenný reliéf), Kunsthistorisches Museum, Vídeň[3]
- Svatá rodina (kamenný reliéf), Germanisches Nationalmuseum, Norimberk
- Madona s anděly (kamenný reliéf, 1520), Maxmiliansmuseum, Augsburg
- Sebevražda Lukrécie (bronzový reliéf), Deutsches Museum, Berlín
- Epitaf Wolfganga Peissera (1526), minoritský kostel Ingolstadt
- Tři dobří křesťané (Wilhelm IV. von Bayern, Ottheinrich, Philipp von der Pfalz), reliéf ze steatitu, 1530, Schloss Hohenlohe, Neuenstein
- Paridův soud (kamenný reliéf, 1530), Staatl. Museen Preußischer Kulturbesitz, Berlin-Dahlem[4]
- Portál kaple saských vévodů katedrály v Míšni, výška 5 m, mramor (1521-1524)[5]

### Medaile a reliéfy Hanse Dauchera

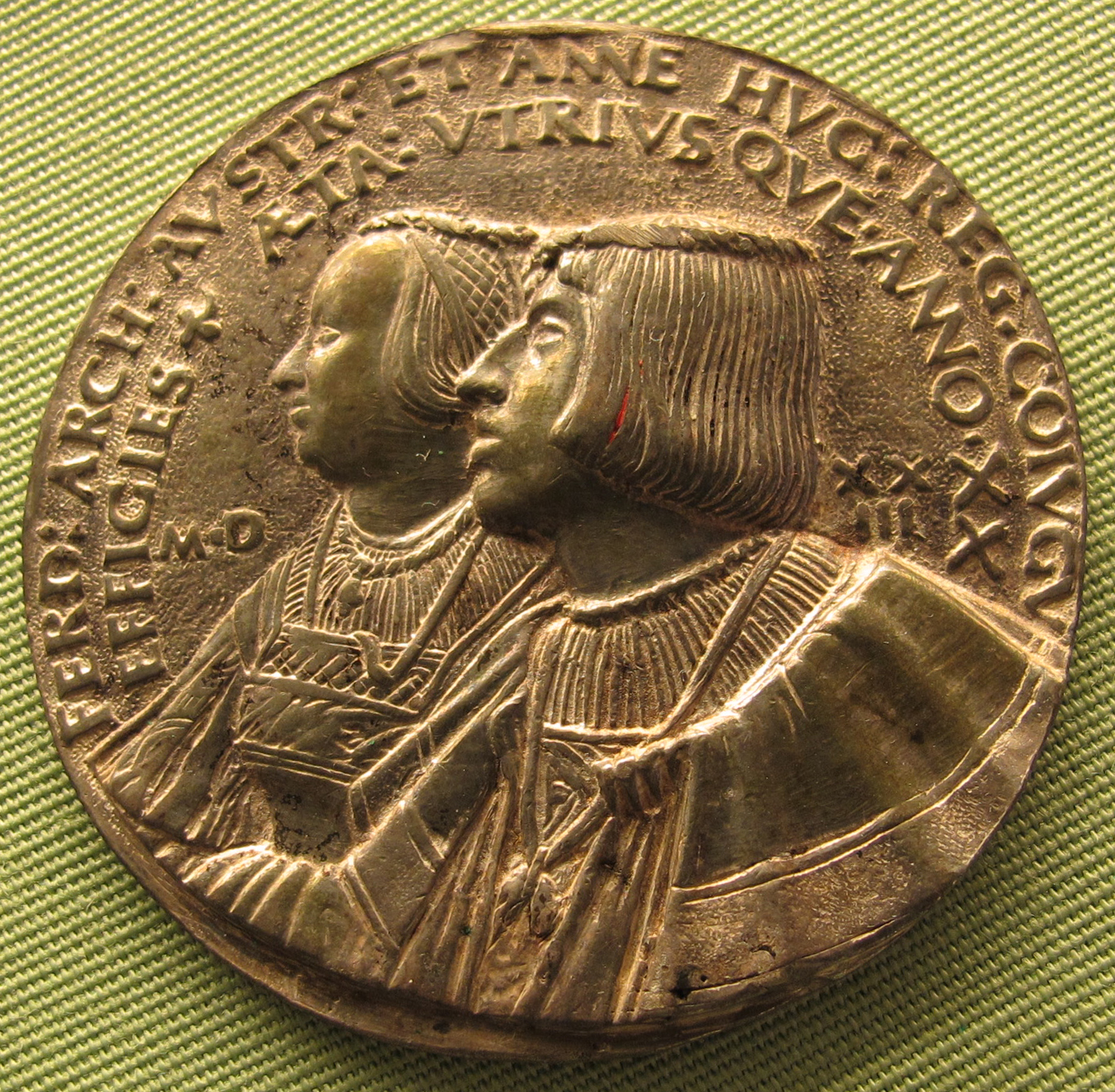
Ferdinand I. a Anna Jagellonská (1523)
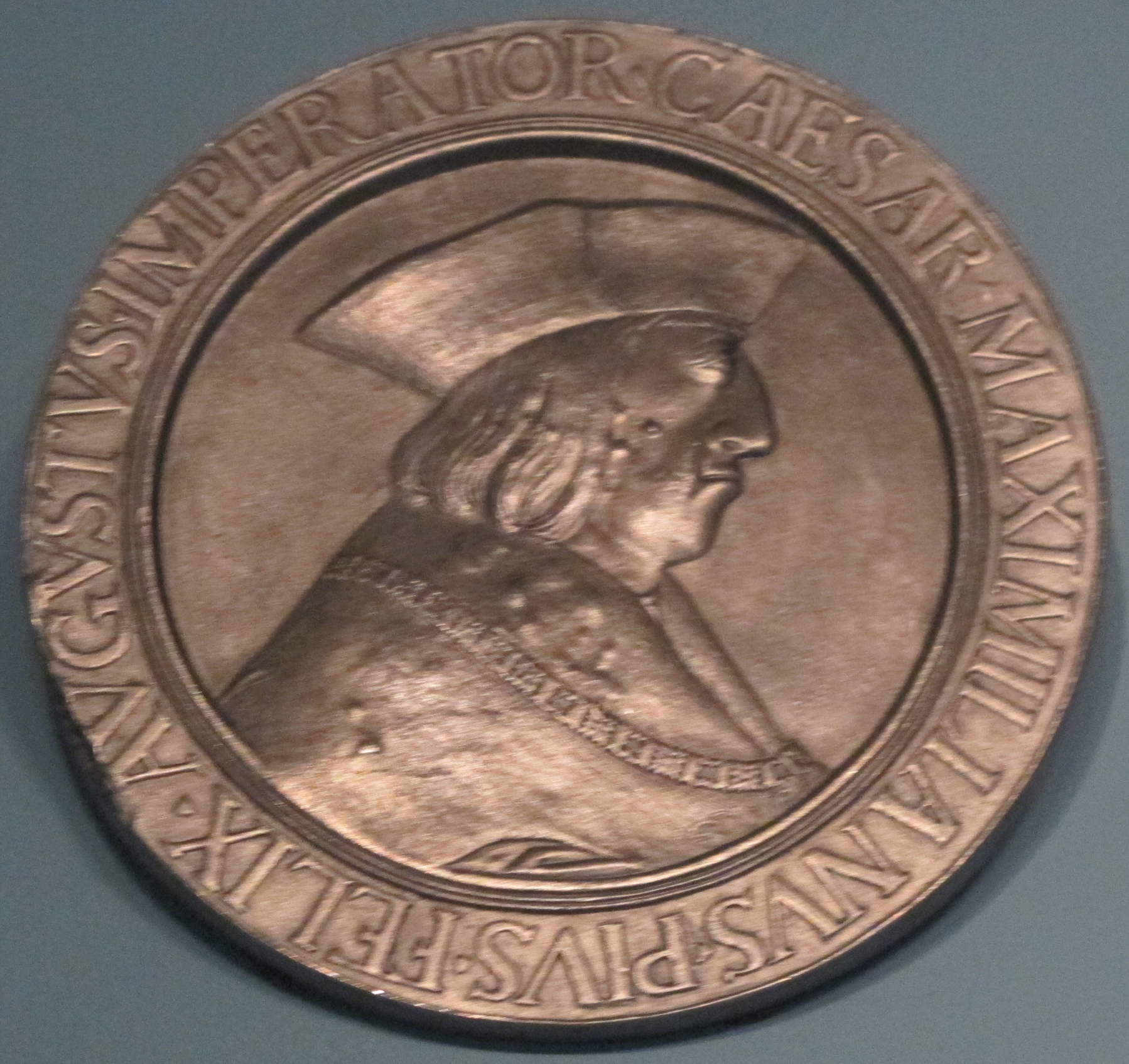
císař Maxmilián I. (1516)
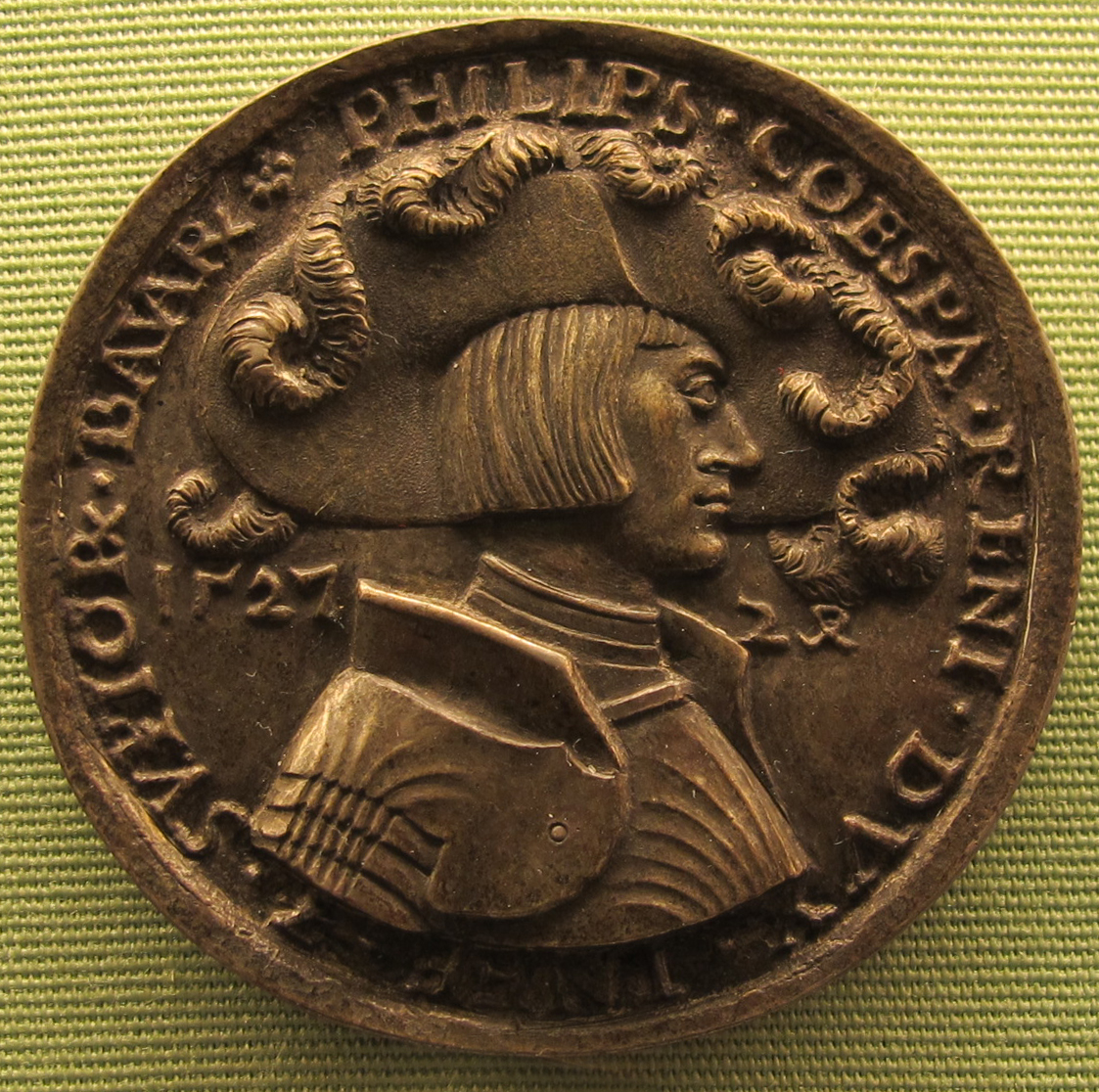
Philipp von Pfalz-Neuburg (1527)
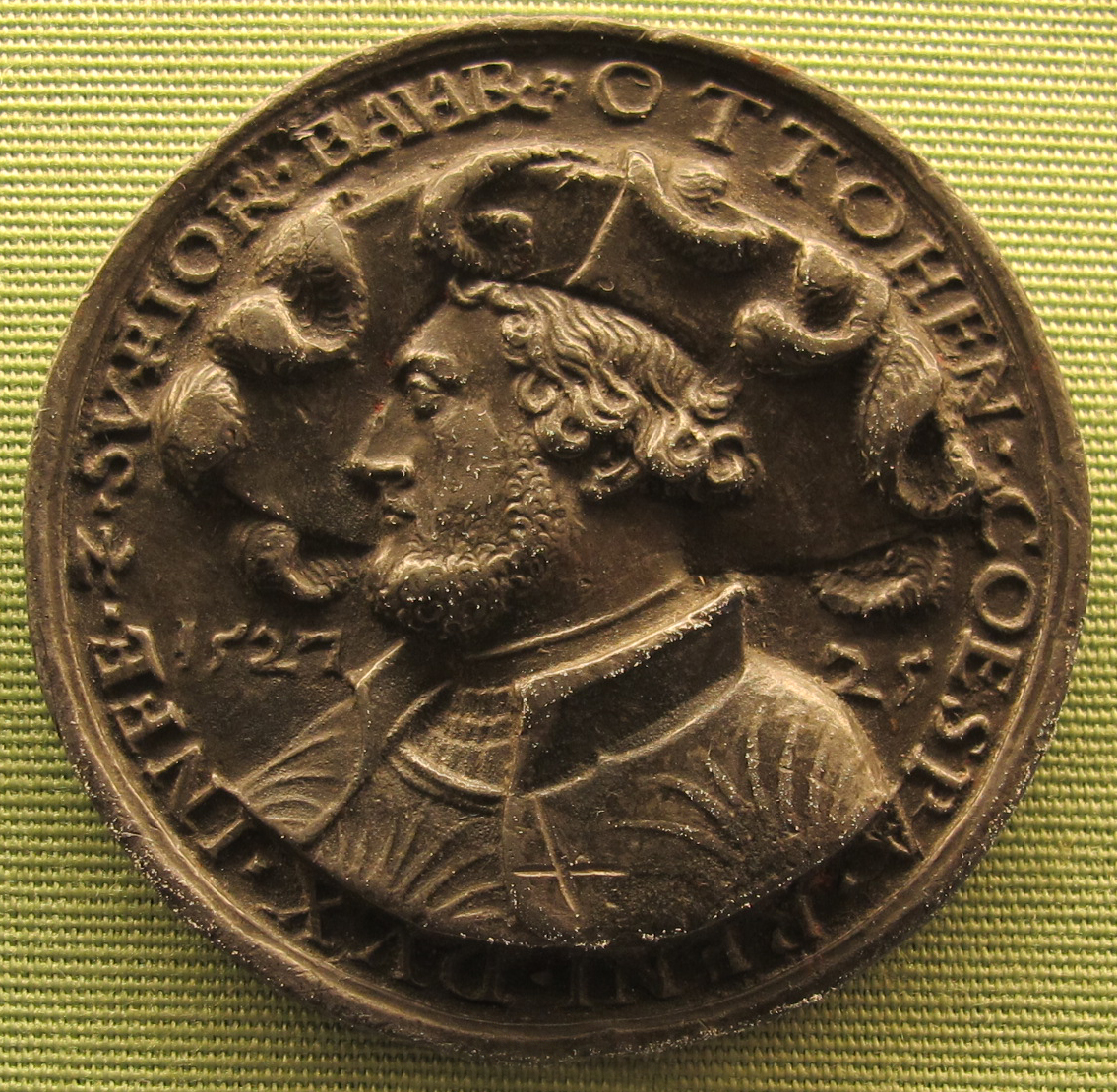
Ottheinrich von Pfalz-Neuburg (1527)
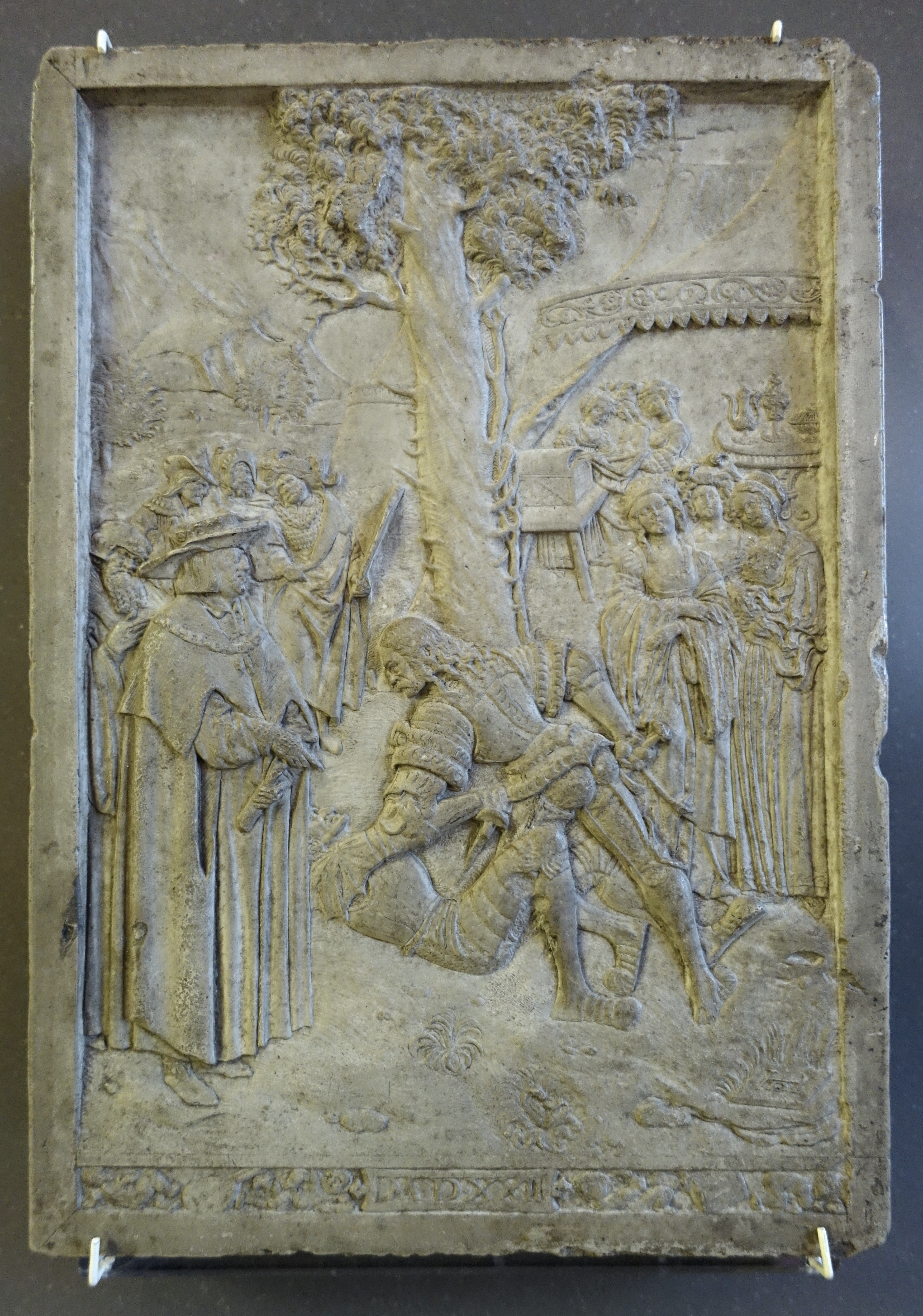
Alegorický duel Dürera a Apellese (1522) solnhofenský vápenec
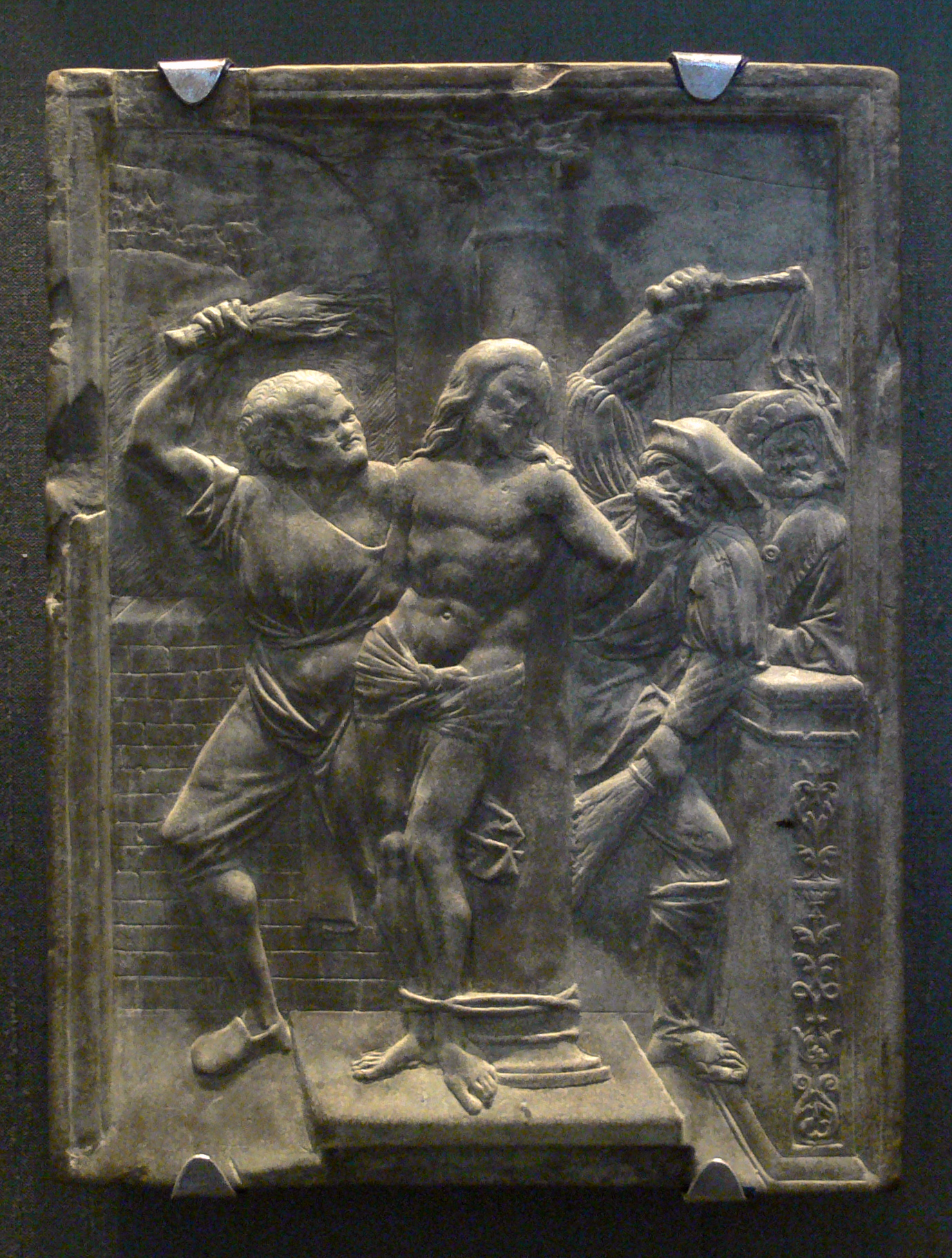
Bičování Krista (1520), solnhofenský vápenec